# Everlasting (Refused)
Everlasting è il terzo EP del gruppo musicale svedese Refused, pubblicato nel 1994 dalla Startrec.

## Descrizione
Composto da sette brani, si tratta della prima pubblicazione del gruppo a figurare in formazione il chitarrista Kristofer Steen, sebbene alle sessioni di registrazione abbia preso parte l'ex chitarrista Pär Hansson (sostituito in seguito da Henrik Jansson).
Nel 1997 il disco è stato ripubblicato dalla Equal Vision Records per il mercato statunitense con una copertina differente.

## Tracce
Testi e musiche di Refused.
1. Burn It – 3:13
2. Symbols – 3:41
3. Sunflower Princess – 2:00
4. I Am Not Me – 2:29
5. Everlasting – 3:07
6. The Real – 2:34
7. Pretty Face – 5:30

## Formazione
Gruppo
- Dennis Lyxzén – voce
- David Sandström – batteria
- Kristofer Steen – chitarra
- Henrik Jansson – chitarra
- Magnus Björklund – basso

Produzione
- Thomas Skogsberg – produzione, missaggio
- Fred Estby – produzione, missaggio, ingegneria del suono